# Allariz
Allariz ist eine Gemeinde im Nordwesten Spaniens. Sie liegt in der Provinz Ourense, innerhalb der Autonomen Region Galicien nahe der Grenze zu Portugal. Allariz ist eine Stadt, die vom Tourismus und der Nähe zur fünfzehn Kilometer entfernten Provinzhauptstadt Ourense profitiert. Wegen seiner malerischen Lage am Ufer des Arnoia ist es ein begehrter Standort für Sommerhäuser. 

## Bevölkerungsentwicklung der Gemeinde
Quelle: INE-Archiv – grafische Aufarbeitung für Wikipedia

## Gemeindegliederung
Die Gemeinde Allariz ist in 16 Parroquias gegliedert:
| Parroquias              | Patrozinium  | Einwohner 2024 | Fläche km² | Dichte Einw./km² | Höhe msnm | Ortskennzahl |
| ----------------------- | ------------ | -------------- | ---------- | ---------------- | --------- | ------------ |
| Allariz                 | Santiago     | 4.521          | 10,53      | 429              | 461       | 32001030000  |
| Allariz                 | Santo Estevo | 281            | 8,04       | 35               | 451       | 32001020000  |
| Augas Santas            | Santa Mariña | 151            | 9,19       | 16               | 632       | 32001010000  |
| Coedo                   | Santiago     | 46             | 3,55       | 13               | 670       | 32001040000  |
| Os Espiñeiros           | San Breixo   | 105            | 5,24       | 20               | 528       | 32001050000  |
| Folgoso                 | Santiago     | 170            | 4,69       | 36               | 582       | 32001060000  |
| Meire                   | Santa María  | 108            | 3,55       | 30               | 462       | 32001160000  |
| Queiroás                | San Breixo   | 237            | 7,22       | 33               | 546       | 32001090000  |
| Requeixo de Valverde    | Santa María  | 111            | 4,23       | 26               | 493       | 32001100000  |
| San Mamede de Urrós     | San Mamede   | 96             | 3,31       | 29               | 0         | 32001140000  |
| San Martiño de Pazó     | San Martiño  | 100            | 8,87       | 11               | 588       | 32001080000  |
| San Trocado             | San Trocado  | 38             | 2,41       | 16               | 539       | 32001110000  |
| San Vitoiro da Mezquita | San Vitoiro  | 121            | 2,16       | 56               | 559       | 32001070000  |
| Santa Baia de Urrós     | Santa Baia   | 92             | 2,80       | 33               | 0         | 32001150000  |
| Seoane                  | San Xoán     | 70             | 5,41       | 13               | 679       | 32001120000  |
| Torneiros               | San Miguel   | 128            | 4,80       | 27               | 680       | 32001130000  |

## Geschichte
Das lokale Leben hatte seinen Ursprung in der Burg, die den Arnoia dominierte. Über die Entwicklung der Stadt bis zu den barbarischen Invasionen des siebten Jahrhunderts ist wenig bekannt. Die Legende schreibt ihre Gründung dem suebischen Häuptling Alarich zu. Es ist nur bekannt, dass der erste Name Villa Alaricii war.
Im zwölften Jahrhundert wurde auf dem Hügel, der die heutige Stadt überragt, eine königliche Festung errichtet. Zwischen den Jahren 1132 und 1140 war sie der Schlüssel in den Kriegen gegen die Expansion Portugals, und dank ihrer Verteidigung wurde der Süden Galiciens nicht von Portugal absorbiert. Alfons VII. von Kastilien verlieh ihr den Titel einer Stadt oder eines Foro. Alles deutet darauf hin, dass die Burg von Allariz immer eine Residenz der königlichen Familien und ein Ort der Bildung für die Fürsten war.
Am Ende des vierzehnten Jahrhunderts verschärfte sich der Gegensatz zwischen der königlichen Macht, vertreten durch Allariz, und der bischöflichen Macht von Ourense. 1446 schenkte Juan II. von Kastilien die Stadt dem Grafen von Benavente, der sie für seine Pläne zur Beherrschung Galiciens benötigte. Im Jahr 1471 belagerten die Irmandiños de Galicia die Burg, unterstützt von der Bevölkerung der Stadt. Diese Belagerung dauerte neun Monate. Später bauten mächtige Familien ihre Häuser und Paläste. Neue Kirchen wurden gebaut und Allariz erlebte eine Ära des Wohlstandes, wie zuvor unter königlichem Schutz.
Die französische Invasion während der Napoleonischen Kriege auf der Iberischen Halbinsel zerstörte viele Kirchen und verursachte große Verluste in der Stadt, aber die Armee von Soult, die in Porto besiegt wurde, fand Zuflucht in der Stadt. Die Zeit der Desamortisation (19. Jh.) ruinierte das Kloster und war die Ursache für die Zerstörung der Burg und der Stadtmauern, deren Steine für den Bau der Straße nach Ourense verwendet wurden.
In Allariz gab es seit dem 11. Jahrhundert eine jüdische Gemeinde. Auf eine Beschwerde des Priors des Klosters von Allariz im Jahr 1289 hin wurde der jüdischen Gemeinde der Stadt mitgeteilt, dass sie nicht mehr außerhalb des jüdischen Viertels leben durften. Auch den Christen wurde verboten, in diesem Viertel zu wohnen.

## Wirtschaft
| Ackerbau, Viehzucht und Fischerei                                                  | 063   | 02,50  |
| Industrie                                                                          | 0422  | 016,77 |
| Bauwirtschaft                                                                      | 0202  | 08,03  |
| Dienstleistungsbetriebe                                                            | 1.830 | 072,71 |
| Total                                                                              | 2.517 | 100,00 |
| * Daten aus dem Statistischen Amt für Wirtschaftliche Entwicklung in Galicien, IGE |       |        |